# Mayuge
Mayuge – miasto w Ugandzie, stolica dystryktu Mayuge.